# Vlag van Wichita (Kansas)

Vlag van Wichita

De vlag van Wichita (Kansas) werd in 1937 aangenomen. Hij werd ontworpen door een plaatselijke kunstenaar uit South Wichita, Cecil McAlister, en staat voor vrijheid, geluk, tevredenheid en thuis.
De blauwe zon in het midden staat voor geluk en tevredenheid. Het symbool dat op de blauwe zon is geborduurd is mogelijk een indiaans symbool voor 'permanent thuis'. De drie rode en witte stralen die afwisselend uit de blauwe zon komen, vertegenwoordigen het pad van vrijheid om te komen en gaan wanneer ze willen.
De vlag werd gekozen uit meer dan 100 inzendingen voor een ontwerpwedstrijd voor een stadsvlag en werd officieel aangenomen op Vlaggetjesdag, 14 juni 1937, door burgemeester T. Walker Weaver. De eerste vlag van Wichita werd gemaakt door de plaatselijke naaister Mary J. Harper. Hij wapperde voor het eerst op 23 juli 1937 boven het stadhuis.